# (7787) Annalaura
(7787) Annalaura est un astéroïde de la ceinture principale.

## Description
(7787) Annalaura est un astéroïde de la ceinture principale. Il fut découvert le 23 novembre 1994 à San Marcello Pistoiese par Luciano Tesi et Andrea Boattini. Il présente une orbite caractérisée par un demi-grand axe de 2,44 UA, une excentricité de 0,12 et une inclinaison de 4,2° par rapport à l'écliptique.

## Compléments